# Kartongåtervinning
Kartongåtervinning innebär återvinning av kartong.

## Kartongåtervinning i Sverige
Svenska hushåll konsumerar stora mängder förpackningar. Det kan exempelvis handla om pasta- och flingpaket, mjölk- och juiceförpackningar, sockerpåsar, bärkassar och presentpapper. Den här typen av material samlas in på återvinningsstationer som tillhandahålls av Förpackningsinsamlingen (FTI) i samråd med kommuner och entreprenörer som tar hand om själva insamlingen. Den kan också ske i så kallad fastighetsnära insamling (FNI) som upprättas i samråd mellan FTI, kommuner, fastighetsägare, bostadsrättsföreningar och entreprenörer. Wellpapp och andra omslagspapper används i stora mängder i affärsledet. Dessa material köps ofta upp direkt av olika bolag som i sin tur säljer det till återvinningsindustrin.
I Sverige finns producentansvar för bland annat förpackningar. De företag som fyller eller importerar förpackningar som säljs på den svenska marknaden har ett producentansvar att samla in och återvinna förpackningarna. Det skulle vara mycket opraktiskt och kostsamt för varje enskilt företag att göra detta i egen regi på nationell basis. Industrin har därför ett samarbete; Förpackningsinsamlingen (FTI). FTI tar ut en avgift för varje kilo kartongförpackningar som företagen sätter på marknaden. Avgiften är anpassad för att täcka kostnaderna för insamlingssystemet. År 2010 samlades 11,88 kg kartong (inklusive wellpapp) in per invånare i Sverige.

### Hur återvinns kartong?
Pappersprodukter som wellpapp, kartong och tidningar har samlats in och återvunnits långt längre än vad det funnits lagstiftning kring det. Det finns därför en väl utvecklad teknik för att återvinna olika pappersprodukter. När pappersförpackningarna tömts från behållarna körs de till en balningsanläggning. Där sker viss grovsortering, man tar bort material som inte är pappersförpackningar. Därefter balas materialet och säljs till pappersindustrin. 
Tekniken att återvinna pappersfibrerna från förpackningarna är enkel och effektiv och kräver inga tillsatser av kemikalier. I Sverige är det kartongbruket Fiskeby Board AB utanför Norrköping som köper materialet. Där mals pappersförpackningarna ned i mindre bitar. Därefter löses de upp tillsammans med vatten tills förpackningarna sönderdelas i pappersfibrer och bildar pappersmassa. Sedan separeras pappersfibrerna från övrigt material, till exempel plast och aluminium, som hanteras separat. Pappersfibrerna förs ut på en så kallad vira, en duk med små hål, och där startar formeringen av den nya kartongen. Vattnet rinner genom viran och fibrerna går vidare i olika steg av torkning. Mot slutet av processen har en ny kartong formats. Denna kan även bestrykas med ett tunt lager av lera för att öka slätheten på ytan av kartongen. Det resulterar i att det blir lättare och snyggare att trycka på kartongen. I slutet av kartongmaskinen rullas sedan den färdiga kartongen upp på stora rullar. Dessa rullar kan skäras ner i mindre rullar som anpassats efter kundernas önskemål eller skäras till ark i lämpliga storlekar. Dessa produkter levereras till företag som tillverkar nya pappersprodukter. 
En kartongförpackning kan återvinnas flera gånger och bli till olika produkter. Använda mjölkpaket kan bli till exempelvis nya cornflakes- och vällingpaket, dessa paket kan sedan samlas in och återvinnas på nytt i kretsloppet.
En kartongförpackning kan återvinnas mellan fem och sju gånger innan den måste kasseras helt.

### Miljöfördelar med kartongåtervinning
Kartong tillverkas av en förnybar råvara, skog. Förutsatt att skogen förvaltats på ett hållbart sätt är detta en råvara med goda miljöegenskaper. De ledande tillverkarna, till exempel Tetra Pak, köper in råvara som är certifierad av till exempel Forest Stewardship Council (FSC).
Materialåtervinning av kartong är miljömässigt bra då det sparar både resurser och energi. Dessutom är detta i linje med Europeiska unionens så kallade avfallshierarki, som säger att materialåtervinning prioriteras framför energiåtervinning.